# Peru nos Jogos Pan-Americanos de 1951
O Peru competiu nos Jogos Pan-Americanos de 1951 em Buenos Aires de 25 de fevereiro a 10 de março de 1951. Conquistou duas medalhas de ouro.

## Medalhistas
| Atleta | Esporte        | Evento                                                 | Medalha |
| --- | -------------- | ------------------------------------------------------ | ------- |
| Julia Sánchez                                                                                                | Atletismo      | 100 metros - feminino                                  | Ouro    |
| Edwin Vásquez Cam                                                                                            | Tiro esportivo | Pistola 50 m - masculino                               | Ouro    |
| Jaime Piqueras                                                                                               | Atletismo      | Salto com vara - masculino                             | Prata   |
| Hernán Alzamora                                                                                              | Atletismo      | Decatlo - masculino                                    | Prata   |
| Peru | Atletismo      | Carabina militar três posições por equipes - masculino | Prata   |
| Peru: Elías Benavides Enrique Baldwin Guillermo Baldwin Julio Poggi Rubén Váldez                             | Atletismo      | Carabina militar deitado por equipes - masculino       | Prata   |
| Peru | Atletismo      | Carabina militar em pé por equipes - masculino         | Prata   |
| Hernán Llerena                                                                                               | Ciclismo       | Perseguição individual - masculino                     | Bronze  |
| Peru: Morejón Llerena Oscar Rodríguez Pedro Mathey Sergio Mello                                              | Ciclismo       | Corrida em estrada por equipes - masculino             | Bronze  |
| Peru: Antonio Graña Elizalde Augusto Mulanovich Fernando Graña Elizalde Jorge Martínez Rafael Graña Elizalde | Polo           | Equipe - masculino                                     | Bronze  |
| Peru | Remo           | Quatro com - masculino                                 | Bronze  |
| Peru | Remo           | Oito com - masculino                                   | Bronze  |
| Peru: César Injoke Edwin Vásquez Cam Pedro Puente Vicente Portaro Wenceslao Salgado                          | Tiro esportivo | Pistola 50 m por equipes - masculino                   | Bronze  |
| Peru: Enrique Baldwin Guillermo Baldwin Luis Albornoz Luis Mantilla Rubén Váldez                             | Tiro esportivo | Carabina três posições 50 m por equipes - masculino    | Bronze  |

| Esporte        | Medalha de ouro | Medalha de prata | Medalha de bronze | Total |
| Atletismo      | 1               | 2                | 0                 | 3     |
| Ciclismo       | 0               | 0                | 2                 | 2     |
| Polo           | 0               | 0                | 1                 | 1     |
| Remo           | 0               | 0                | 2                 | 2     |
| Tiro esportivo | 1               | 3                | 2                 | 6     |
| Total          | 2               | 5                | 7                 | 14    |

## Polo[2]
| Atletas                 |
| ----------------------- |
| Antonio Graña Elizalde  |
| Augusto Mulanovich      |
| Fernando Graña Elizalde |
| Jorge Martínez          |
| Rafael Graña Elizalde   |

| 3 de março | Argentina | 17 – 4 | Peru | Campo Argentino de Polo, Buenos Aires |
|            |           |        |      |                                       |

| 4 de março | México | 18 – 3 | Peru | Campo Argentino de Polo, Buenos Aires |
|            |        |        |      |                                       |

| 7 de março | Peru | 10 – 6 | Colômbia | Campo Argentino de Polo, Buenos Aires |
|            |      |        |          |                                       |